# Campeonato Sudamericano de Béisbol 2012
El Campeonato Sudamericano de Béisbol 2012 fue la XIII versión del torneo organizado por la Confederación Sudamericana de Béisbol (CSB), que se llevó a cabo del 14 al 21 de septiembre del 2012 en Guayaquil, Ecuador. Todos los juegos se disputaron en el Estadio Yeyo Uraga.

## Primera ronda
| Posición | Equipo    | Ganados | Perdidos |
| -------- | --------- | ------- | -------- |
| 1        | Ecuador   | 4       | 0        |
| 2        | Argentina | 3       | 1        |
| 3        | Perú      | 2       | 2        |
| 4        | Chile     | 1       | 3        |
| 5        | Bolivia   | 0       | 4        |

| Leyenda                      |
| ---------------------------- |
| Avanza al juego por el Oro   |
| Disputan juego por el bronce |

## Finales
| Juego  | Fecha         | Ganador   | Resultado | Perdedor |
| ------ | ------------- | --------- | --------- | -------- |
| Bronce | 21 de octubre | Perú      | 7-5       | Chile    |
| Oro    | 21 de octubre | Argentina | 8-7       | Ecuador  |

| Bandera de Argentina |
| Campeón Argentina    |
| Cuarto título        |